# Fatih Kılıçkaya
Fatih Kılıçkaya (* 17. Mai 1985 in Sarız) ist ein türkischer Fußballspieler, der für Keçiörengücü spielt.

## Karriere

### Verein
Kılıçkaya begann mit dem Vereinsfußball in der Jugendabteilung von Aksaray Karadenizspor und wechselte 2000 in die Jugendabteilung von Kayseri Erciyesspor. 2003 erhielt er einen Profivertrag, spielte aber weiterhin eine Spielzeit lang für die Reservemannschaft. Zur Saison 2004/05 wurde er in den Profikader aufgenommen und machte bis zum Saisonende vier Ligabegegnungen. Mit seiner Mannschaft stieg er als Tabellendritter der TFF 1. Lig in die Süper Lig auf. Nach diesem Erfolg wurde Kılıçkaya für eine Spielzeit an den Drittligisten Kartalspor ausgeliehen.
Zum Sommer 2006 verließ er Erciyesspor und wechselte zum Drittligisten Yozgatspor. Nachdem er zwei Spielzeiten für diesen Verein gespielt hatte, kehrte er 2008 wieder zu Erciyesspor zurück.
Kılıçkaya verließ nach fünf Jahren und einem Aufstieg in die Süper Lig Kayseri Erciyesspor und wechselte zu Samsunspor. Im Sommer 2017 wechselte er dann zum Drittligisten Keçiörengücü.

### Nationalmannschaft
Kılıçkaya spielte zweimal für die türkische U-18- und einmal für die U-19-Nationalmannschaft.

## Erfolge
- Mit Kayseri Erciyesspor:
  - Tabellendritter der TFF 1. Lig und Aufstieg in die Süper Lig: 2004/05
  - Meister der TFF 1. Lig und Aufstieg in die Süper Lig: 2012/13